# Giuseppe Canepa
Giuseppe Canepa (né le 15 mars 1865 à Diano Marina, mort le 22 décembre 1948 à Rome) est un avocat et un homme politique italien.
En 1892, à Gênes, avec Filippo Turati et Camillo Prampolini, il est des fondateurs du Partito dei Lavoratori Italiani - devenu le Partito Socialista dei lavoratori Italiani et ensuite le Parti socialiste italien,